# Neven Ljubičić
Prof. dr. sc. Neven Ljubičić (Nin, 1. svibnja 1963.), liječnik, profesor, hrvatski političar, bivši ministar zdravstva i socijalne skrbi u Vladi Republike Hrvatske (2005. – 2008.).
Diplomirao je na Medicinskom fakultetu u Zagrebu 1987., a na istom je fakultetu 1993. doktorirao s temom "Istraživanje učinka terapije diureticima i terapijske paracenteze na sastav ascitesne tekućine u bolesnika s cirozom jetre". Specijalistički ispit iz interne medicine položio je 1996. Stručno se usavršavao u Norveškoj, Danskoj i Njemačkoj. Godine 1995. izabran je u znanstveno istraživačko zvanje znanstveni suradnik na području medicinskih znanosti i na koncu 1993. u znanstveno nastavno zvanje docent na katedri za internu medicinu Stomatološkog fakulteta u Zagrebu. Radio je na Internoj Klinici Opće bolnice "Sveti duh" i u Kliničkoj bolnici "Sestara milosrdnica" u Zagrebu. U Domovinskom ratu bio je liječnik u bojni, potom načelnik saniteta brigade i načelnik sanitetske službe i taktičke grupe HV-a. Redoviti je član Hrvatskog liječničkog zbora i niza domaćih i inozemnih stručnih udruženja.
Godine 2004. postao je pomoćnikom ministra zdravstva u Upravi za stručno-medicinske poslove. Nakon ostavke dotadašnjeg ministra zdravstva i socijalne skrbi, dr. Andrije Hebranga, imenovan je ministrom zdravstva i socijalne skrbi u veljači 2005. godine. Član je HDZ-a.

## Povezane stranice
- Vlada Republike Hrvatske